# Valerianella ozarkana
Valerianella ozarkana är en kaprifolväxtart som beskrevs av Dyal. Valerianella ozarkana ingår i släktet klynnen, och familjen kaprifolväxter. Inga underarter finns listade i Catalogue of Life.